# Peggy Phango
Peggy Phango (28 tháng 12 năm 1928 - 7 tháng 8 năm 1998) là một nữ diễn viên và ca sĩ Nam Phi hiện sinh sống tại Anh.

## Cuộc đời
Peggy Phango sinh tại Orlando, Transvaal. Cô được đào tạo như một y tá, nhưng đồng thời cô cũng hát trong các câu lạc bộ jazz.

## Sự nghiệp
Năm 1959, Phango được chọn để thay thế người em họ của cô Miriam Makeba đóng vai nữ chính của vở nhạc kịch King Kong, về một võ sĩ Nam Phi. Phango xuất hiện lần đầu trên sân khấu London vào năm 1961, trong cùng một chương trình. Năm 1988, cô đóng vai "Bloody Mary" trong bộ phim về thời kỳ phục hưng của Nam Thái Bình Dương ở Luân Đôn.
Cô đang ở trong một nhóm thanh nhạc cùng với các thành viên khác của King Kong gồm Patience Gowabe và Hazel Futa, được gọi là Velvettes. Cô cũng thu âm một album với ban nhạc Zila của Dudu Pukwana.
Phango cũng tham gia vào các vai diễn không liên quan đến âm nhạc trên sân khấu, bao gồm các chương trình như You Can't Take it With You, The Crucible của Arthur Miller, The Little Foxes của Lillian Hellman với Elizabeth Taylor và Fishing, vở kịch đầu tiên của Paulette Randall. Cô lưu diễn với vai Rose trong Stepping Out vào những năm 1980, và là một trong những người Nam Phi đã xuất hiện và đóng góp kinh nghiệm cá nhân của mình cho chương trình Ekhaya vào năm 1991.

## Đời tư
Peggy Phango kết hôn với nghệ sĩ dương cầm jazz người Anh Johnny Parker năm 1965 và là người vợ thứ hai của anh. Họ có hai con gái, Abigail và Beverly. Phango mất năm 1998, 69 tuổi, ở London.